# Machaerota virescens
Machaerota virescens är en insektsart som beskrevs av Maa 1956. Machaerota virescens ingår i släktet Machaerota och familjen Machaerotidae. Inga underarter finns listade i Catalogue of Life.